# Parafia Podwyższenia Krzyża Świętego w Tarnowie
Parafia Podwyższenia Krzyża Świętego w Tarnowie – parafia Kościoła Polskokatolickiego w RP, położona w dekanacie krakowskim diecezji krakowsko-częstochowskiej. Msze św. celebrowane są w niedzielę i święta o godz. 11.
Parafia Kościoła Polskokatolickiego w RP pod wezwaniem Podwyższenia Krzyża Świętego w Tarnowie powstała w połowie lat. 60. XX wieku. W 1965 liczyła 247 wiernych i 500 sympatyków, obecnie jest to jedna z najmniej licznych placówek tego wyznania.
Od 1996 roku parafialna kaplica zajmuje parter dawnego bernardyńskiego kościoła Matki Bożej Śnieżnej. Od 31 marca 2017 roku w kaplicy swoją siedzibę ma także Prawosławny Punkt Duszpasterski Częstochowskiej Ikony Matki Bożej w Tarnowie. Liturgia w obrządku wschodnim sprawowana jest w niedzielę o godz. 8.
Kościół, w którym znajduje się parafialna kaplica został wybudowany w XV wieku. W 1614 został zniszczony przez pożar, w latach 1620–1626 odrestaurowano go staraniem gwardiana Michała Hallera. Prawdopodobnie wtedy  przebudowano sklepienia gotyckie w nawie na trójprzęsłowe sklepienia kolebkowe. W 1789 decyzją władz austriackich klasztor został zlikwidowany, a bernardyni przenieśli się do opuszczonego wcześniej klasztoru i kościoła bernardynek. W latach 1823–1825 opuszczony kościół został przebudowany i zaadaptowany na potrzeby Sądu Szlacheckiego. W rezultacie budynek zatracił swój pierwotny charakter: wnętrze podzielono na trzy kondygnacje, a w prezbiterium utworzono salę rozpraw. Całkowitemu przeobrażeniu uległa bryła zewnętrzna kościoła, elewacje otrzymały klasycystyczne formy. W czasie drugiej wojny światowej regotyzowano elewacje zewnętrzne prezbiterium. Pomieszczenia miał tutaj tarnowski magistrat.  